# Nahuatlea
Nahuatlea V.A.Funk, 2017 è un genere di piante angiosperme dicotiledoni della famiglia delle Asteraceae.

## Etimologia
Il nome generico (Nahuatlea) deriva dal nahuatl, la principale lingua indigena parlata nell'area in cui si sono raccolte la maggior parte delle specie.

## Descrizione
In questo gruppo sono presenti sia arbusti che alberi caratterizzate da fusti con brevi rami. Sono presenti specie monoiche.
Le foglie lungo il caule sono disposte in modo alternato; sono brevemente picciolate (lunghezza del picciolo 5 mm) o sub-sessili. La forma, in genere intera e semplice, varia da ellittica a ovata, quasi sempre con apice acuto. Le venature sono del tipo pennato. La consistenza in genere è coriacea o cartacea. I margini sono revoluti, generalmente scoloriti (argentei o cinereo-tomentosi di sotto).
Le infiorescenze sono composte da capolini e raggruppati a grappoli terminali (raramente i capolini sono solitari). I capolini sono brevemente peduncolati o sessili. Sono presenti capolini omogami di tipo discoide. I capolini sono formati da un involucro a forma da obconica (a spirale) o campanulata, più corto dei fiori, composto da brattee (o squame) all'interno delle quali un ricettacolo fa da base ai fiori. Le brattee, simili a foglie coriacee o subcoriacee, sono disposte su 4 - 10 serie in modo embricato e scalate in altezza. Il ricettacolo, glabro e alveolati, è privo di pagliette a protezione della base dei fiori (ricettacolo nudo).
I fiori sono tetraciclici (a cinque verticilli: calice – corolla – androceo – gineceo) e in genere pentameri (ogni verticillo ha 5 elementi). I fiori sono omomorfi (tutti uguali) con corolle tubolari (corolle actinomorfe). In genere i fiori sono ermafroditi e fertili.
- Formula fiorale:

*/x K {\displaystyle \infty }, [C (5), A (5)], G 2 (infero), achenio
- Calice: i sepali del calice sono ridotti ad una coroncina di squame.
- Corolla: il colore delle corolle è bianco o giallo. Le corolle sono profondamente pentalobate con i lobi uguali, revoluti e più corti del tubo.
- Androceo: l'androceo è formato da 5 stami con filamenti liberi e antere saldate in un manicotto circondante lo stilo.[12] Le antere in genere hanno una forma sagittata con appendici apicali acute. Le teche sono calcarate (provviste di speroni) ed hanno code lunghe (1 – 3 mm), lisce o pelose. Il polline normalmente è tricolporato a forma sferica (può essere microechinato).
- Gineceo: il gineceo ha un ovario uniloculare infero formato da due carpelli.[12]. Lo stilo è unico e con due stigmi; è ispessito sotto gli stigmi. Gli stigmi sono corti con terminazioni arrotondate e creste marginali; dorsalmente sono glabri. L'ovulo è unico e anatropo.

I frutti sono degli acheni con pappo. La forma degli acheni è cuneato-cilindrica (raramente è compressa) con 5 coste longitudinali e superficie sericea. Il carpoforo (o carpopodium) è anulare o cilindrico ed è cospicuo. L'endosperma è cellulare. Il pappo è formato da setole scabre disposte su una sola serie (o 2) con lunghezze graduate. Le setole sono larghe e raramente sono appiattite nelle punte. Il pappo è direttamente inserito nel pericarpo o è connato in un anello parenchimatico posto sulla parte apicale dell'achenio.

## Biologia
- Impollinazione: l'impollinazione avviene tramite insetti (impollinazione entomogama tramite farfalle diurne e notturne).
- Riproduzione: la fecondazione avviene fondamentalmente tramite l'impollinazione dei fiori (vedi sopra).
- Dispersione: i semi (gli acheni) cadendo a terra sono successivamente dispersi soprattutto da insetti tipo formiche (disseminazione mirmecoria). In questo tipo di piante avviene anche un altro tipo di dispersione: zoocoria. Infatti gli uncini delle brattee dell'involucro si agganciano ai peli degli animali di passaggio disperdendo così anche su lunghe distanze i semi della pianta.

## Distribuzione
Le specie di questo genere si trovano nel Messico e USA (meridionali).

## Tassonomia
La famiglia di appartenenza di questa voce (Asteraceae o Compositae, nomen conservandum) probabilmente originaria del Sud America, è la più numerosa del mondo vegetale, comprende oltre 23.000 specie distribuite su 1.535 generi, oppure 22.750 specie e 1.530 generi secondo altre fonti (una delle checklist più aggiornata elenca fino a 1.679 generi). La famiglia attualmente (2021) è divisa in 16 sottofamiglie.

### Filogenesi
La sottofamiglia Gochnatioideae, nell'ambito delle Asteraceae occupa una posizione più o meno "basale" (si è evoluta prima rispetto al resto della maggior parte delle sottofamiglie) ed è molto vicina alle sottofamiglie Wunderlichioideae e Hecastocleidoideae; con la sottofamiglia Wunderlichioideae forma un "gruppo fratello". La sottofamiglia ha solamente la tribù Gochnatieae ed è caratterizzata da specie più o meno arbustive, capolini eterogami, ricettacoli alveolati, appendice dell'antere apicolate, stilo ispessito sotto gli stigmi e acheni a 5 coste.
Nell'ambito delle Gochnatieae il genere Nahuatlea insieme ai generi Tehuasca e Anastraphia formano uno dei due cladi principali, quello dei generi discoidi, della ribù (l'altro clade è formato dai generi Gochnatia, Richterago e Cnicothamnus).
Questo genere è caratterizzata da una combinazione di caratteri: i ramoscelli sono frondosi e corti; i margini delle foglie sono interi e revoluti; i capolini formano grappoli sessili o peduncolati in corrispondenza o in prossimità della cima dei rami; i peduncoli sono densamente squamosi (quando presenti); il pappo è biseriato, graduato e con le setole ugualmente larghe dalla base all'apice.
L'età di formazione della sottofamiglia/tribù varia (secondo varie ricerche) da 36 a 18 milioni di anni fa.

### Elenco specie
Il genere comprende le seguenti 6 specie:
- Nahuatlea arborescens (Brandegee) V.A.Funk
- Nahuatlea hiriartiana  (Villaseñor, Medrano & Medina) V.A.Funk
- Nahuatlea hypoleuca  (DC.) V.A.Funk
- Nahuatlea obtusata  (S.F.Blake) V.A.Funk
- Nahuatlea purpusii  (Brandegee) V.A.Funk
- Nahuatlea smithii  (B.L.Rob. & Greenm.) V.A.Funk

La specie Nahuatlea magna  (M.C.Johnst. ex Cabrera) V.A.Funk recentemente è stata segregata da questo genere e inclusa nel genere Tehuasca (M. C. Johnst. ex Cabrera) Panero, 2019 (Tehuasca magna (M. C. Johnst. ex Cabrera) Panero, 2019 ).